# Cenotafio degli ultimi Stuart
Il cenotafio degli ultimi Stuart, anche noto come monumento agli Stuart e impropriamente come sepolcro degli ultimi Stuart, è un monumento funebre situato nella basilica di San Pietro, nello stato della Città del Vaticano. Esso commemora gli ultimi tre membri del casato reale degli Stuart: Giacomo Francesco Edoardo Stuart (morto nel 1766), suo figlio primogenito Carlo Edoardo Stuart (morto nel 1788) e suo figlio secondogenito, Enrico Benedetto Stuart (morto nel 1807), riconosciuti come re di Inghilterra, Scozia e Irlanda dal movimento detto giacobitismo.
Il monumento in marmo è di Antonio Canova (1757–1822), lo scultore italiano più celebre del suo tempo, e, dopo essere stato commissionato nel 1810, venne eretto tra il 1816 e il 1819. Nella Gipsoteca canoviana di Possagno si conserva un modello in gesso.

## Descrizione
Il monumento ha la forma di un obelisco troncato. Presenta un bassorilievo con i ritratti di profilo dei tre principi esiliati e l'iscrizione seguente:
IACOBI·II·MAGNAE·BRIT·REGIS·FILIO

KAROLO·EDVARDO

ET·HENRICO·DECANO·PATRVM·CARDINALIVM

IACOBI·III·FILIIS

REGIAE·STIRPIS·STVARDIAE·POSTREMIS

ANNO·M·DCCC·XIX»
figlio del re Giacomo II di Gran Bretagna,

a Carlo Edoardo

e a Enrico decano dei padri cardinali,

figli di Giacomo III,

ultimi della stirpe reale stuarda,

nell'anno 1819»
Sotto l'iscrizione sono presenti due angeli piangenti ai lati di una porta, a simboleggiare le speranze perdute degli Stuart esiliati. Sull'architrave della porta è presente la frase latina "BEATI MORTVI QVI IN DOMINO MORIVNTVR", ossia "Beati i morti che muoiono nel Signore". Questi angeli nudi fecero un po' scalpore all'epoca della realizzazione dell'opera: venne chiesto a Canova di coprire le nudità delle due figure, ma egli si rifiutò, pertanto sotto il pontificato di Leone XII vennero posti dei panneggi in gesso come forma di censura, poi rimossi sotto il pontificato di Leone XIII.
Il monumento agli Stuart reali fu commissionato in origine da Monsignor Angelo Cesarini, l'esecutore testamentario di Enrico Benedetto Stuart. Tra gli iscritti, curiosamente, c'era il re Giorgio IV, che (una volta che la minaccia giacobita al suo trono finì con la morte del cardinale Stuart nel 1807) fu un ammiratore della leggenda stuarda. Il monumento si erge all'ingresso della basilica, nella navata sinistra rispetto alla porta dalla quale esce la gente che giunge dalla scalinata a spirale della cupola e dal tetto. È adornato spesso di fiori dai romantici giacobiti.
Davanti al monumento degli ultimi Stuart si trova il monumento a Maria Clementina Sobieska, moglie di Giacomo Francesco Edoardo Stuart e madre di Carlo Edoardo Stuart ed Enrico Benedetto Stuart. La sua iscrizione è la seguente: MARIA CLEMENTINA M. BRITANN. FRANC. ET HIBERN. REGINA ("Maria Clementina, regina di Gran Bretagna, Francia e Irlanda"). Inoltre, anche la regina Cristina di Svezia, l'altra unica monarca ad avere un memoriale nella chiesa, riposa sepolta nella cripta sotto la basilica, avendo abdicato nel 1654 per convertirsi al cattolicesimo.

## Sepolture

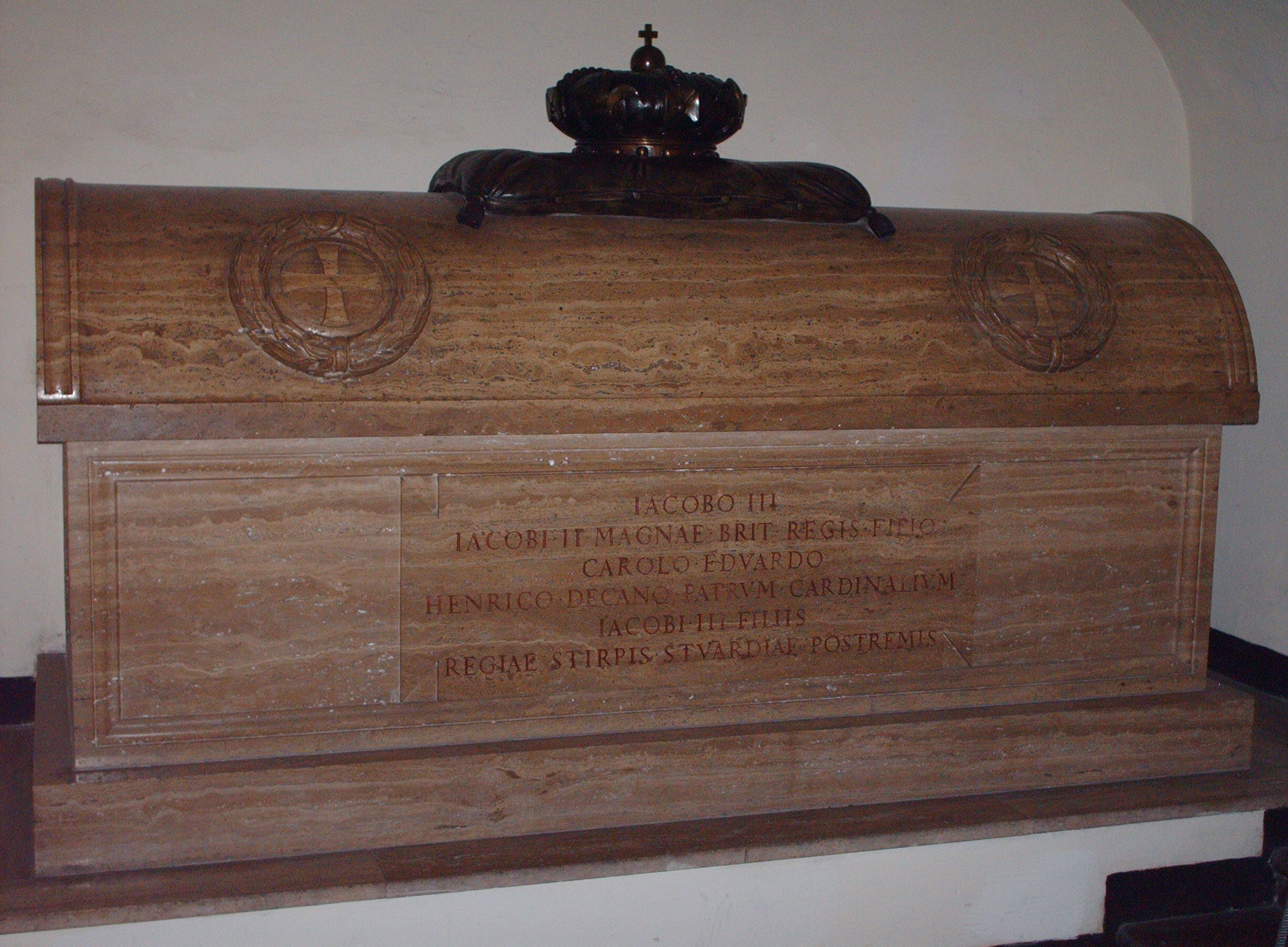
La tomba di Giacomo Francesco Edoardo Stuart e dei suoi due figli nelle grotte Vaticane.

Il monumento è, in senso stretto, un cenotafio, non una tomba (nonostante spesso sia noto come "sepolcro"). I tre Stuart sono sepolti nella cripta sotto la basilica. Giacomo Francesco Edoardo Stuart vi venne sepolto alla sua morte nel 1766. Quando Carlo Edoardo Stuart morì nel 1788, venne sepolto nella basilica di San Pietro Apostolo a Frascati. Quando suo fratello Enrico Benedetto Stuart si spense nel 1807, entrambi i fratelli furono sepolti accanto al padre nella cripta di San Pietro. Tre lapidi separate vennero erette su quel sito.
Fino al 1938, i corpi dei tre Stuart furono sepolti dove ora si trova la tomba di Pio XI. In quell'anno i corpi vennero spostati leggermente a est nel lato sinistro della cripta, per fare spazio alla tomba di Pio. Nel 1939 venne eretto un unico sarcofago al posto delle tre lapidi. Sopra il sarcofago c'è un cuscino di bronzo sul quale è posta una corona bronzea. Sul lato frontale del sarcofago si trova la stessa iscrizione riportata prima.